# Nicolas Thoule
Nicolas Thoule (Évian-les-Bains, 7 agosto 1990) è un ex sciatore alpino francese.

## Biografia
Thoule, originario di Châtel, ha debuttato nel Circo bianco il 14 novembre 2005 a Tignes classificandosi 60º in un supergigante valido ai fini del punteggio FIS, mentre ha partecipato per la prima volta a gare di Coppa Europa due anni dopo. Ha disputato tre edizioni dei Mondiali juniores ottenendo come migliori piazzamenti due ottavi posti, in combinata e in slalom speciale, nell'edizione di Formigal 2008.
Ha esordito in Coppa del Mondo il 19 dicembre 2011 in slalom gigante, sull'impegnativo tracciato della Gran Risa in Val Badia, senza riuscire a qualificarsi per la seconda manche. All'inizio dell'anno successivo ha conquistato il primo podio in Coppa Europa chiudendo secondo nello slalom gigante di Zell am See in Austria, alle spalle dello statunitense Tommy Ford. Nel marzo 2012 si è aggiudicato anche l'unica vittoria nel circuito continentale, nonché ultimo podio, vincendo lo slalom che chiudeva la stagione, tenutosi sulle nevi italiane di Courmayeur.
L'11 novembre 2012 ha colto a Levi in slalom speciale il suo miglior piazzamento in Coppa del Mondo (22º); la sua ultima gara nel circuito è stato lo slalom speciale disputato il 9 marzo 2014 a Kranjska Gora, che non ha completato. Il 3 gennaio 2015 ha disputato a Chamonix la sua ultima gara in Coppa Europa (35º in slalom speciale), mentre la sua ultima gara in carriera è stato lo slalom speciale FIS disputato nella medesima località l'8 gennaio successivo. In carriera non ha preso parte né a rassegne olimpiche né iridate.

## Palmarès

### Coppa del Mondo
- Migliori piazzamento in classifica generale: 131º nel 2013

### Coppa Europa
- Migliori piazzamento in classifica generale: 5º nel 2012
- 3 podi:
  - 1 vittoria
  - 2 secondi posti

#### Coppa Europa - vittorie
| Data          | Località   | Paese  | Specialità |
| ------------- | ---------- | ------ | ---------- |
| 18 marzo 2012 | Courmayeur | Italia | SL         |

Legenda:

SL = slalom speciale